# NGC 415
NGC 415 é uma galáxia espiral barrada (SBb) localizada na direcção da constelação de Sculptor. Possui uma declinação de -35° 29' 25" e uma ascensão recta de 1 horas, 10 minutos e 05,5 segundos.
A galáxia NGC 415 foi descoberta em 1 de Setembro de 1834 por John Herschel.